# Personaggi de Le avventure di Pinocchio
In questa pagina vengono elencati i personaggi del romanzo per ragazzi Le avventure di Pinocchio seguendo l'ordine cronologico della storia, tra le sezioni che indicano sommariamente i luoghi principali della vicenda. In grassetto vengono indicati il nome e un eventuale soprannome (con iniziale maiuscola o minuscola secondo l'originale collodiano), seguiti dal numero del capitolo nel quale il personaggio compare per la prima volta. Successivamente compare la descrizione dalle azioni di ogni personaggio nel corso della vicenda. Nel caso il personaggio scomparisse per alcuni capitoli, viene indicato successivamente anche il capitolo nel quale il personaggio riprende l'azione. Tra virgolette alcune citazioni del libro, quando appaiano particolarmente efficaci. Nella descrizione delle azioni viene usato il presente storico, eccettuate naturalmente le citazioni dal libro. Le illustrazioni sono di Carlo Chiostri.

## Nel paese di Geppetto

### Mastr'Antonio
(capitolo I): Vecchio falegname, soprannominato mastro Ciliegia per la punta del suo naso «lustra e paonazza, come una ciliegia matura». Recuperato nella sua bottega un pezzo di legno, che ritiene di poco valore, al falegname non viene altro in mente che farci una gamba da tavolino. Ma viene spaventato perché il pezzo di legno parla con una vocina da bambino implorandolo di non martellarlo forte. 
(capitolo II): Tra Mastr'Antonio e il suo amico Geppetto scoppia una baruffa e poi Mastr'Antonio regala il pezzo di legno a Geppetto.

### Geppetto
(capitolo II): «Un vecchietto tutto arzillo» intagliatore di legno, soprannominato «Polendina» per la sua parrucca color giallo-polenta e che somigliava a una polenta di granoturco. Entra nella bottega del suo amico Mastr'Antonio perché ha avuto l'idea di fabbricare «un burattino maraviglioso, che sappia ballare, tirare di scherma e fare i salti mortali. Con questo burattino voglio girare il mondo, per buscarmi un tozzo di pane e un bicchier di vino». Mastr'Antonio gli cede volentieri il tronco di legno parlante, dopo una baruffa tra i due causata dalla monelleria del pezzo di legno, che si divincola dalla presa di mastro Ciliegia e cade addosso a Geppetto. 
(capitolo III): Giunto nella sua povera casa, Geppetto scolpisce il pezzo di legno, che si anima durante la costruzione cominciando a tormentare di scherzi un addolorato Geppetto, che si considera già come suo padre. Dopo avergli dato come nome Pinocchio («Questo nome gli porterà fortuna. Ho conosciuto una famiglia intera di Pinocchi: Pinocchio il padre, Pinocchia la madre e Pinocchi i ragazzi, e tutti se la passavano bene. Il più ricco di loro chiedeva l'elemosina»), appena lo ha finito gli insegna a camminare, ma Pinocchio, una volta imparato a correre, fugge in strada inseguito da Geppetto; quando un carabiniere riesce a bloccare il burattino, però, pensando che avrebbe punito Pinocchio troppo severamente, porta in prigione Geppetto per una notte.
Tornato a casa il mattino seguente (capitolo VII), Geppetto trova Pinocchio con i piedi bruciati da un braciere che ha usato per scaldarsi. Non potendo entrare dalla porta d'ingresso, Geppetto s'inventa di passare per una finestra. Poi lo sfama con tre pere che aveva portato dalla prigione. 
Nel capitolo VIII Geppetto gli rifà i piedi; per la contentezza Pinocchio promette di frequentare la scuola, e Geppetto, che non possedeva un soldo, lo riveste con «un vestituccio di carta fiorita, un paio di scarpe di scorza di albero e un berrettino di midolla di pane», ed è costretto a vendere la sua «vecchia casacca di fustagno, tutta toppe e rimendi» per comprargli l'abbecedario.
Nel capitolo XVIII la Fata, che aveva salvato Pinocchio dall'impiccagione, lo informa che Geppetto era stato avvertito e sarebbe arrivato da lì a poco; Pinocchio gli corre incontro, ma prima ancora di vederlo viene convinto dal Gatto e la Volpe a seguirli per sotterrare le monete d'oro nel Campo dei miracoli.
Al capitolo XXIII Pinocchio, mentre piange sulla presunta tomba della Fata, viene avvertito dal Colombo che Geppetto sta per partire con una barchetta per attraversare l'Oceano e cercarlo nel nuovo mondo. Quando Pinocchio, trasportato dal Colombo per più di mille chilometri, raggiunge la spiaggia dove sarebbe partito Geppetto, questi, nonostante il mare cattivo, si trova già tra le onde che minacciano di travolgerlo: riconosce Pinocchio ma non riesce a tornare a riva, e poco dopo scompare nel mare in tempesta.
Nel capitolo XXXV Pinocchio, ingoiato dal Pesce-cane, ritrova Geppetto dopo due anni: il babbo, infatti, era stato inghiottito dal Pesce-cane proprio durante la traversata dell'Oceano, insieme con un bastimento mercantile, le cui scorte di viveri e candele gli avevano consentito di sopravvivere per tutto quel tempo. Poi Geppetto e Pinocchio riescono a fuggire dal Pesce-cane, Geppetto salta sulle spalle di Pinocchio, Pinocchio si getta nell'acqua e comincia a nuotare. 
Nel capitolo XXXVI Geppetto e Pinocchio salgono sulla groppa del Tonno che li porta a riva. Qui incontrano il Gatto e la Volpe, ridotti male in arnese, poi si rifugiano in una capanna di paglia che scopriranno essere di proprietà del Grillo-parlante. Pinocchio si prende cura di Geppetto, non più in grado di lavorare per i due anni patiti nello stomaco del Pesce-cane, e ogni giorno lavora faticosamente dall'ortolano Giangio e costruisce canestri di giunco per provvedere alle spese giornaliere. Fabbrica anche un carretto per portare a spasso Geppetto, che non può camminare. Un giorno, svegliandosi, Pinocchio scopre di essere diventato un ragazzo in carne e ossa, premio della Fata per il suo cambiamento morale, e trova il vecchio Geppetto «sano, arzillo e di buonumore, come una volta, il quale, avendo ripreso subito la sua professione d'intagliatore in legno, stava appunto disegnando una bellissima cornice ricca di fogliami, di fiori e di testine di diversi animali.»

### Pinocchio
(capitolo III) Il protagonista del romanzo entra in scena.

### Carabiniere
(capitolo III): Ferma Pinocchio fuggito dalla casa di Geppetto prendendolo per il naso: «un nasone spropositato, che pareva fatto apposta per essere acchiappato dai carabinieri»; di fronte però alle osservazioni dei passanti, preoccupati per una possibile dura punizione di Geppetto sul burattino, rilascia Pinocchio e conduce Geppetto in prigione.

### Passanti
(capitolo III): Si fermano intorno a Pinocchio. Spaventati che Pinocchio sarebbe stato punito troppo severamente, fanno arrestare Geppetto.

### Grillo parlante
(capitolo IV): Un grosso grillo «paziente e filosofo» che abitava nella casa di Geppetto da più di cent'anni. Ammonisce Pinocchio riguardo alle scappatelle che ha commesso, ricordandogli che i ragazzi che si ribellano ai genitori e abbandonano la casa del padre ne avranno da pentirsene e rimarranno ignoranti; il burattino tuttavia non ascolta le prediche del saggio Grillo e gli lancia un martello, che spiaccica sul muro l'insetto.
In seguito (capitolo XIII) appare a Pinocchio di notte su un tronco d'albero come un «piccolo animaletto che riluceva di una luce pallida e opaca, come un lumino da notte dentro una lampada di porcellana trasparente»: autodefinendosi «l'ombra del Grillo-parlante» lo esorta, senza successo, a tornare da Geppetto portando i quattro zecchini d'oro che il burattino stava andando a sotterrare nel Campo dei miracoli.
Poi (capitolo XVI) compare come uno dei tre medici (insieme al Corvo e alla Civetta) accorsi al capezzale di Pinocchio nella casa della Fata, dove, sgridando il burattino per il suo comportamento, riesce a farlo rinvenire.
Infine (capitolo XXXVI) si ritrova proprietario della capanna di paglia dove trovano rifugio Pinocchio e Geppetto scampati dal ventre del Pesce-cane. Il Grillo-parlante racconta che la capanna gli era stata regalata da una «graziosa capra» con il pelo turchino (la Fata).

### Pulcino
(capitolo V): Esce «tutto allegro e complimentoso» dall'uovo di gallina che Pinocchio, affamato, rompe in un tegamino, e lo ringrazia «con una riverenza» di avergli «risparmiata la fatica di rompere il guscio».
Successivamente (capitolo VIII) Geppetto adopera un mezzo guscio dell'uovo per sciogliere la colla con la quale riattacca due nuovi piedi a Pinocchio, dopo che i precedenti erano rimasti carbonizzati in un braciere.
Tale personaggio appare anche nella serie Bambino Pinocchio, in cui però è un personaggio maggiore che sostituisce il grillo-parlante e si chiama Gina.

### Vecchino
(capitoloVI): Getta una «catinellata d'acqua» su Pinocchio, ritenendolo solo un monello disturbatore, in quanto il burattino gli aveva suonato alla sua porta in piena notte, chiedendo in tutta sincerità solo un po' di pane.

### Gatto
(capitolo VII): Giocando con dei trucioli di legno, porta Pinocchio a credere che gli abbia mangiato i piedi, in realtà carbonizzati da un braciere mentre, addormentato, cercava di riscaldarsi.
Nel film Disney appare col nome di Figaro.

### Ragazzetto
(capitolo IX): Legge per Pinocchio il cartello che annuncia il "Gran Teatro dei Burattini", poi rifiuta di comprargli l'abbecedario per ottenere i quattro soldi necessari all'ingresso del teatro.

### Rivenditore di panni usati
(capitolo IX): Compra per quattro soldi l'abbecedario di Pinocchio.

### Arlecchino,Pulcinella,Rosaura, due gendarmi e altre marionette
(capitolo X): che compongono il "Gran Teatro dei Burattini" di Mangiafoco. Accolgono con grandi feste l'ingresso nel teatro di Pinocchio («È impossibile figurarsi gli abbracciamenti, gli strizzoni di collo, i pizzicotti dell'amicizia e le zuccate della vera e sincera fratellanza, che Pinocchio ricevé in mezzo a tanto arruffio dagli attori e dalle attrici di quella compagnia drammatico-vegetale.») Il burattinaio Mangiafoco, vedendo il trambusto provocato da Pinocchio, ordina dopo lo spettacolo ad Arlecchino e Pulcinella di portargli il burattino per utilizzarlo come legna da ardere per cuocere un montone. 
(capitolo XI): Quando Mangiafoco, mosso a compassione dalle urla di Pinocchio, lo grazia dalla terribile fine che gli era destinata, ordina ai due «gendarmi» di legno di buttare nel fuoco Arlecchino al posto di Pinocchio. Questi lo prega di salvare la vita ad Arlecchino offrendosi al suo posto, facendo piangere per la commozione tutte le marionette (compresi i gendarmi), e riuscendo ancora una volta a impietosire Mangiafoco, che si accontenta di mangiare il montone mezzo crudo. Alla notizia della grazia ottenuta, le marionette si scatenano in un ballo che dura tutta la notte.

### Mangiafuoco
(capitolo X): Il burattinaio del "Gran Teatro dei Burattini": «un omone così brutto, che metteva paura soltanto a guardarlo. Aveva una barbaccia nera come uno scarabocchio d'inchiostro, e tanto lunga che gli scendeva dal mento fino a terra: basta dire che, quando camminava, se la pestava coi piedi. La sua bocca era larga come un forno, i suoi occhi parevano due lanterne di vetro rosso, col lume acceso di dietro, e con le mani faceva schioccare una grossa frusta, fatta di serpenti e di code di volpe attorcigliate insieme.» Indispettito dallo scompiglio creato dall'arrivo di Pinocchio nel suo teatro, ordina ai suoi burattini di gettarlo nel fuoco per poter cuocere un arrosto di montone. 
Nel capitolo XI si impietosisce per le urla strazianti di Pinocchio, tanto da starnutire a più riprese (il burattinaio ha l'abitudine di starnutire quando si commuove); decide quindi di liberare Pinocchio e gettare nel fuoco Arlecchino, ma Pinocchio riesce ancora una volta a commuoverlo chiamando Mangiafoco «Eccellenza» e offrendosi di essere gettato nel fuoco al posto di Arlecchino. La nobile azione provoca la commozione (e un violento attacco di starnuti) di Mangiafoco, che si rassegna a mangiare il montone mezzo crudo. 
Nel capitolo XII l'indomani Pinocchio racconta al burattinaio della grande povertà di suo padre, e questi gli regala cinque monete d'oro raccomandando al burattino di portarle subito a Geppetto.

## Nel bosco

### Il Gatto e la Volpe
(capitolo XII): Due imbroglioni che campano di elemosina e raggiri fingendo di essere zoppi (la Volpe), e ciechi (il Gatto). Avendo incontrato Pinocchio che mostra loro incautamente le monete d'oro regalategli da Mangiafoco, decidono di rubargliele. Lo convincono a sotterrarle nel Campo dei miracoli, dove sarebbero secondo loro cresciuti alberi colmi di zecchini d'oro seminando monete. 
(capitolo XIII): Durante il tragitto si fermano per cenare e riposarsi all'osteria del Gambero Rosso: i due compari si offrono un pranzo luculliano, mentre Pinocchio non mangia nulla avendo preso «un'indigestione anticipata di monete d'oro». Mentre Pinocchio dorme qualche ora, il Gatto e la Volpe escono in segreto, accordandosi con l'oste perché svegli a mezzanotte il burattino per riprendere il cammino verso il Campo dei miracoli, giustificando con una scusa la loro partenza anticipata. 
(capitolo XIV): Quando Pinocchio si avvia nella notte buia, il Gatto e la Volpe, travestiti da briganti, cercano con la violenza di sottrargli le monete d'oro che il burattino aveva nascosto in bocca. Non riescono nell'intento e Pinocchio riesce anche ad amputare una zampa del Gatto con un morso e a fuggire. Il Gatto e la Volpe lo inseguono.
(capitolo XV): Il Gatto e la Volpe raggiungono Pinocchio e lo impiccano ad una quercia per potere l'indomani mattina tornare e prelevare le monete dalla bocca spalancata del burattino; Pinocchio però viene salvato dall'intervento della Fata.
Lasciata la casa della Fata, Pinocchio incontra (capitolo XVIII), i due imbroglioni senza riconoscerli come i due briganti che volevano ucciderlo, e questi lo convincono nuovamente a sotterrare le quattro monete rimaste nel Campo dei miracoli: gli dicono poi di aspettare lontano dal campo venti minuti perché possa crescere l'albero degli zecchini e loro fanno finta di andarsene. 
Nel capitolo XIX viene riferito a Pinocchio che mentre era in città il Gatto e la Volpe sono tornati nel campo, hanno rubato le monete e sono fuggiti.
Nel capitolo XXXVI Pinocchio e Geppetto incontrano il Gatto e la Volpe ridotti in pessime condizioni: il Gatto ora è cieco davvero e la Volpe è zoppa e mutilata, perché ha dovuto vendere la sua coda. Pinocchio si beffa di loro.

### Merlo bianco
(capitolo XII): Egli sta appollaiato su una siepe e avverte Pinocchio di stare in guardia dai consigli del Gatto e della Volpe, ma viene mangiato dal Gatto.

### Oste
(capitolo XIII): Proprietario dell'osteria del Gambero Rosso, e complice del Gatto e della Volpe, ospita Pinocchio, il Gatto e la Volpe per la notte. A mezzanotte, d'accordo con i due imbroglioni, sveglia Pinocchio avvertendolo che i due compari erano usciti due ore prima perché il Gatto aveva «ricevuto un'imbasciata, che il suo gattino maggiore, malato di geloni ai piedi, stava in pericolo di vita», e che lo aspettavano al Campo dei miracoli «allo spuntar del giorno». Pinocchio lo paga con una delle sue monete d'oro.

### Due Assassini
O Briganti (capitolo XIV, vedere Il Gatto e la Volpe)

## La casa della Fata

### Bambina dai capelli turchini / Fata
(capitolo XV - chiamata anche Fata turchina o Fata dai capelli turchini dai lettori del libro di Collodi): «una bella bambina, coi capelli turchini e il viso bianco come un'immagine di cera, gli occhi chiusi e le mani incrociate sul petto» appare alla finestra della sua casa nel bosco «bianca come la neve» a Pinocchio, che stava disperatamente cercando un rifugio per sfuggire ai due assassini. Senza muovere le labbra, «con una vocina che pareva venisse dall'altro mondo», dice al burattino che erano tutti morti in quella casa, compresa lei, che aspettava la bara per essere portata via. 
(capitolo XVI Quando la bambina vede appeso Pinocchio alla Quercia grande, impietosita, ordina a un Falco di liberare il burattino dal nodo scorsoio che lo tiene impiccato (qui Collodi informa il lettore che la Bambina era in realtà «una buonissima Fata, che da più di mill'anni abitava nelle vicinanze di quel bosco»), e ordina ancora a un suo servitore, il Can-barbone Medoro, di portarlo alla sua casa con una carrozza. Qui la Fata chiama a consulto tre illustri medici (il Corvo, la Civetta e il Grillo-parlante), per sapere se il burattino sia vivo o morto: Il Grillo-parlante con una ramanzina riesce a farlo rinvenire. 
(capitolo XVII La Fata, accorgendosi che Pinocchio ha la febbre, gli porge una medicina in un bicchiere d'acqua, che il burattino non vuole bere perché amara; prova a convincerlo a bere offrendogli una pallina di zucchero, ma Pinocchio, accampando altre scuse, si rifiuta, ma cambia idea quando la Fata fa entrare nella camera quattro conigli neri con una bara per portarlo via. Quando Pinocchio, una volta guarito, racconta alla Fata le sue avventure, il naso gli si allunga tanto per tutte le bugie che dice: infatti, secondo la Fata, «Le bugie, ragazzo mio, si riconoscono subito! perché ve ne sono di due specie: vi sono le bugie che hanno le gambe corte, e le bugie che hanno il naso lungo: la tua per l'appunto è di quelle che hanno il naso lungo.» 
(capitolo XVIII Dopo averlo lasciato piangere una mezz'ora per lezione, la Fata chiama un migliaio di picchi che cominciano a beccare in modo da far tornare il naso normale e gli annuncia che Geppetto era stato avvertito e sarebbe arrivato da lì a poco. Pinocchio pieno di felicità, corre incontro al babbo per il bosco, ma incontra il Gatto e la Volpe che lo convincono a seguirli.
Nel capitolo XXIII Pinocchio, dopo altre avventure, al posto della Casina bianca della Fata trova una piccola pietra di marmo con scolpite queste parole: 
Nel capitolo XXIV Pinocchio, giunto a nuoto assetato e affamato nell'isola del paese delle Api industriose, accetta di portare una brocca d'acqua a casa di una «buona donnina» che gli ha promesso come ricompensa «un bel piatto di cavolfiore condito coll'olio e coll'aceto» e «un bel confetto pieno di rosolio». Giunto a casa, dopo essersi sfamato, riconosce improvvisamente nella buona donnina la Fata dai capelli turchini, fintasi morta, che da bambina si era fatta improvvisamente donna. il burattino, che ora considera la Fata come una mamma, e non più come una sorellina, promette di diventare un buon ragazzo e di frequentare la scuola.
Nel capitolo XXIX la Fata punisce Pinocchio, che aveva marinato la scuola, rischiato di finire in prigione o mangiato dal pescatore verde, e rimasto per tutta la notte con un piede incastrato nella porta di casa mentre rientrava, con una colazione composta da cibi di gesso, cartone e alabastro. In seguito lo perdona e, alla fine dell'anno scolastico, quando risulta il più bravo della scuola, gli annuncia che l'indomani sarebbe diventato un ragazzo come gli altri; per festeggiare l'avvenimento la Fata organizza una festa per tutti gli amici e i compagni di scuola di Pinocchio, il quale però, mentre si reca a invitare tutti gli amici, viene convinto da Lucignolo a fuggire nel Paese dei balocchi.
Nel capitolo XXXIII Pinocchio, trasformato in ciuchino, intravede tra il pubblico del Circo dove si esibisce «una bella signora, che aveva al collo una grossa collana d'oro, dalla quale pendeva un medaglione. Nel medaglione c'era dipinto il ritratto d'un burattino». Riconoscendo la Fata, Pinocchio prova a chiamarla, ma dalla bocca gli esce soltanto un raglio asinino; il direttore gli dà una bacchettata sul muso. Per il dolore Pinocchio si distrae un attimo, e quando riguarda tra il pubblico si accorge che la Fata è sparita.
Al capitolo XXXIV Pinocchio, ciuchino gettato in mare per essere affogato e trasformato in pelle per tamburo, riemerge invece come un burattino, e racconta al suo sbigottito compratore che la Fata aveva mandato un banco di pesci voraci per liberarlo dall'involucro asinino che lo rivestiva. Gettatosi in mare per sfuggire al compratore che lo vuole vendere al mercato per fare legna da ardere, vede su uno scoglio bianco una caprettina dal manto azzurro che gli fa segno di avvicinarsi. Pinocchio la riconosce come la Fata, ma purtroppo viene inghiottito dal Pesce-cane prima di raggiungerla.
Nel capitolo XXXVI Pinocchio e Geppetto, fuggiti dal ventre del Pesce-cane e approdati a terra, si rifugiano in una capanna di paglia, e scoprono che il proprietario della stessa è il Grillo-parlante: una capretta dal pelo turchino gliela aveva regalata il giorno prima, dicendo. «Povero Pinocchio... oramai non lo rivedrò più... il Pesce-cane a quest'ora l'avrà bell'e divorato!...». Da queste parole Pinocchio capisce che la caprettina era veramente la sua cara Fata. Cinque mesi dopo, mentre si reca al mercato per comprare dei vestiti, Pinocchio incontra la Lumaca, cameriera della Fata, che lo informa delle pessime condizioni della stessa: «colpita da mille disgrazie, si è gravemente ammalata e non ha più da comprarsi un boccon di pane». Pinocchio le regala tutti i suoi soldi perché li porti alla Fata e si ripromette di aiutarla ancora. Quella stessa notte Pinocchio sogna la Fata «tutta bella e sorridente», che dopo avergli dato un bacio, gli dice:
«Bravo Pinocchio! In grazia del tuo buon cuore, io ti perdono tutte le monellerie che hai fatto fino a oggi. I ragazzi che assistono amorosamente i propri genitori nelle loro miserie e nelle loro infermità, meritano sempre gran lode e grande affetto, anche se non possono esser citati come modelli d'ubbidienza e di buona condotta. Metti giudizio per l'avvenire, e sarai felice.» Svegliatosi, Pinocchio si accorge di essere diventato un ragazzo in carne e ossa; in un portamonete d'avorio che si trova in tasca legge queste parole: «La Fata dai capelli turchini restituisce al suo caro Pinocchio i quaranta soldi e lo ringrazia tanto del suo buon cuore». ma al posto dei quaranta soldi di rame, che Pinocchio aveva affidato alla Lumaca, si trova nel portamonete quaranta monete d'oro. 

### Falco
(capitolo XVI): Chiamato dalla Fata con tre battiti di mani, rompe con il becco il nodo scorsoio che teneva impiccato Pinocchio alla Quercia grande, e posa delicatamente il burattino sull'erba. Avverte poi la Fata che Pinocchio è ancora vivo.

### Medoro
(capitolo XVI): Un Can-barbone (barboncino) servitore della Fata. «era vestito da cocchiere in livrea di gala. Aveva in capo un nicchiettino a tre punte gallonato d'oro, una parrucca bianca coi riccioli che gli scendevano giù per il collo, una giubba color di cioccolata coi bottoni di brillanti e con due grandi tasche per tenervi gli ossi che gli regalava a pranzo la padrona, un paio di calzoni corti di velluto cremisi, le calze di seta, gli scarpini scollati, e di dietro una specie di fodera da ombrelli, tutta di raso turchino, per mettervi dentro la coda, quando il tempo cominciava a piovere.» Con una carrozza «color dell'aria, tutta imbottita di penne di canarino e foderata nell'interno di panna montata e di crema coi savoiardi», e trainata da «cento pariglie di topini bianchi», preleva il burattino ai piedi della Quercia grande e lo porta alla casa della Fata.
Nell'anime del 1976 ha un ruolo ricorrente fino alla seconda parte della serie; compare anche nel film del 2002 di Roberto Benigni, dove (apparentemente) sembra essere infantile dato che si porta sempre dietro un pupazzo di se stesso.

### Corvo e Civetta
(capitolo XVI): Medici. Insieme con il Grillo-parlante, vengono consultati dalla Fata per sapere se Pinocchio sia vivo o morto. Non riescono a venire a capo del problema, fino a quando il Grillo-parlante, rimproverando il comportamento del burattino, non lo fa piangere. A questo punto il Corvo determina che «Quando il morto piange, è segno che è in via di guarigione», mentre la Civetta suggerisce l'ipotesi che «quando il morto piange, è segno che gli dispiace di morire».

### Conigli neri
(capitolo XVII): «Quattro conigli neri come l'inchiostro, che portavano sulle spalle una piccola bara da morto» vengono chiamati dalla Fata al capezzale di Pinocchio per convincerlo a bere la medicina, dopo che il burattino ha dichiarato: «Piuttosto morire, che bevere quella medicina cattiva». A quella vista macabra, Pinocchio si decide a bere.

### Picchi
(capitolo XVIII): Un migliaio di picchi, chiamati dalla Fata, si posano sul naso di Pinocchio, allungatosi in modo spropositato per le bugie che ha detto, e con i loro becchi lo accorciano alla grandezza normale.

## La città di Acchiappa-citrulli e il Campo dei miracoli

### Pappagallo
(capitolo XIX): Rimprovera scherzosamente Pinocchio per la sua ingenuità, dicendogli che il Gatto e la Volpe hanno rubato le monete d'oro sotterrate nel Campo dei miracoli.

### Giudice
(capitolo XIX): Un vecchio Gorilla giudice nel tribunale della città di Acchiappa-citrulli: Ascoltato «con molta benignità» Pinocchio che denunciava il furto delle monete d'oro, paradossalmente condanna il burattino alla prigione. Presumibilmente, ha messo Pinocchio in prigione, perché forse era amico del gatto e della volpe e forse proprio loro gli hanno ordinato di chiuderlo lì.

### Gendarmi
(capitolo XIX): Due "can mastini" vestiti da gendarmi accompagnano Pinocchio in prigione.

### Giovane Imperatore
(capitolo XIX): Il giovane Imperatore che regnava nella città di Acchiappa-citrulli, «avendo riportato una gran vittoria contro i suoi nemici, ordinò grandi feste pubbliche, luminarie, fuochi artificiali, corse di barberi e velocipedi, e in segno di maggiore esultanza, volle che fossero aperte le carceri e mandati fuori tutti i malandrini.»
(Nel film di Benigni fa questa festa perché gli è nato un figlio differentemente dalla storia originale).

### Carceriere
(capitolo XIX): Libera Pinocchio dal carcere quando il burattino si dichiara «un malandrino» per usufruire dell'amnistia concessa dall'Imperatore.

## Tornando alla casa della Fata

### Serpente
(capitolo XX): Un grosso serpente con «la pelle verde, gli occhi di fuoco e la coda appuntuta, che gli fumava come una cappa di camino», sbarra la strada a Pinocchio mentre ritorna alla casa della Fata. Il burattino aspetta che il serpente si allontani, ma quando lo vede immobile e irrigidito, pensando che fosse morto cerca di scavalcarlo: quando il serpente improvvisamente si rianima, Pinocchio spaventato inciampa e cade nel fango rimanendo con le gambe all'aria. «Alla vista di quel burattino, che sgambettava a capofitto con una velocità incredibile il Serpente fu preso da una tal convulsione di risa, che ridi, ridi, ridi, alla fine, dallo sforzo del troppo ridere, gli si strappò una vena sul petto: e quella volta morì davvero..» È il terzo personaggio a morire nel romanzo , includendo il Grillo parlante (che però poi torna in vita) e Lucignolo.
Nella miniserie TV del 1972, a causa della poca tecnologia di quei tempi, il personaggio viene alluso come un enorme pupazzo che alcuni bambini creano per spaventare Pinocchio. 

### Lucciola
(capitolo XXI): Rimprovera Pinocchio preso dalla tagliola del contadino perché, affamato, stava rubando dell'uva moscatella in un campo.

### Contadino
(capitolo XXI): Il padrone del campo dove Pinocchio è stato preso dalla tagliola. Costringe il burattino a fargli da cane da guardia (con la catena al collo) per sostituire il suo cane Melampo morto il giorno stesso. 
(capitolo XXII): Quando Pinocchio rinchiude le quattro faine nel pollaio, il contadino libera il burattino.

### Quattro faine
(capitolo XXII): Le faine, d'accordo con il cane Melampo, una volta alla settimana rubavano otto galline dal pollaio mentre il cane fingeva di dormire. Propongono a Pinocchio lo stesso accordo: il burattino finge di accettare, ma quando le faine entrano nel pollaio, Pinocchio le rinchiude all'interno e avverte il contadino, che le mette in un sacco, e promette loro «di portarvi domani all'oste del vicino paese, il quale vi spellerà e vi cucinerà a uso lepre dolce e forte.»

### Melampo
(capitolo XXII): Il vecchio cane del contadino, morto da poche ore. Con le quattro faine aveva stretto un patto con il quale fingeva di non accorgersi delle razzie di galline nel pollaio, ricevendo come premio una gallina «bell'e pelata, per la colazione di domani.» Quando Pinocchio scopre il patto scellerato dal racconto delle faine, decide di non raccontarlo al contadino, perché «A che serve accusare i morti?… I morti son morti, e la miglior cosa che si possa fare è quella di lasciarli in pace!…»
Tale personaggio dà il nome alla casa di produzione di Roberto Benigni, la Melampo Cinematografica.

## In volo verso Geppetto sulla riva del mare

### Colombo
(capitolo XXIII): Un colombo «più grosso di un tacchino» intravede Pinocchio dall'alto mentre piange sulla tomba della Fata. Venuto a conoscenza del nome del burattino, lo informa dell'imminente partenza di Geppetto, che intendeva attraversare l'Oceano con una barchetta per cercare Pinocchio, scomparso da quattro mesi, nel nuovo mondo. Il Colombo trasporta nella sua groppa Pinocchio per raggiungere Geppetto sulla spiaggia del mare, distante più di mille chilometri. Durante il viaggio si fermano per pochi minuti in una colombaia per mangiare e bere. Arrivano alla spiaggia il mattino seguente, e il Colombo «non volendo nemmeno la seccatura di sentirsi ringraziare per aver fatto una buona azione, riprese subito il volo e sparì.»

### Vecchina
(capitolo XXIII): sulla riva del mare indica a Pinocchio la barchetta con Geppetto che sta per naufragare nell'Oceano.

### Pescatori
(capitolo XXIII): sulla riva del mare commentano mestamente la scomparsa della barchetta di Geppetto nei flutti, e poi il disperato tentativo di Pinocchio di salvare il babbo tuffandosi e nuotando nell'Oceano.

## L'isola e il paese delle Api industriose

### Delfino
(capitolo XXIV): un delfino, chiamato a riva da Pinocchio appena arrivato su un'isola, spiega al burattino la strada per arrivare al paese più vicino, nomina il cosiddetto Terribile Pesce-cane, che «da qualche giorno è venuto a spargere lo sterminio e la disperazione nelle nostre acque», e di come Geppetto poteva essere probabilmente stato inghiottito dal mostro marino.

### Carbonaio
(capitolo XXIV): Pinocchio lo incontra nel paese delle Api industriose e gli chiede un soldo per poter mangiare. Il carbonaio gli propone una paga di quattro soldi se lo aiutava a portare due carretti di carbone a casa sua, ma Pinocchio rifiuta sdegnato.

### Muratore
(capitolo XXIV): Pinocchio chiede anche a lui un soldo di carità per mangiare, e il muratore gliene offre cinque se lo aiutava a portare calcina. Anche questa volta Pinocchio rifiuta.

### Buona donnina
(capitolo XXIV, vedere Fata)

### Compagni di scuola
(capitolo XXVI): All'arrivo di Pinocchio nella scuola comunale del paese delle Api industriose, lo deridono e gli combinano scherzi, ma in breve Pinocchio riesce a conquistare il loro rispetto grazie a un calcio e una gomitata bene assestati. Alcuni «monelli conosciutissimi per la loro poca voglia di studiare e di farsi onore» però, un giorno lo convincono a marinare la scuola con la scusa di andare in spiaggia per vedere il terribile pesce-cane che aveva forse ingoiato Geppetto; una volta arrivati sulla spiaggia, e non vedendo il grosso pesce, Pinocchio capisce di essere stato ingannato: i compagni di scuola confermano il fatto, e spiegano di avere ingannato il burattino diventato studioso perché «gli scolari che studiano fanno sempre scomparire quelli, come noi, che non hanno voglia di studiare. E noi non vogliamo scomparire! Anche noi abbiamo il nostro amor proprio!…». Segue una rissa tra Pinocchio e i monelli che, rendendosi conto di non poter competere fisicamente con un burattino di legno duro, cominciano a scagliare i libri di scuola su Pinocchio. Quando Eugenio viene colpito da un libro e cade tramortito, tutti i compagni fuggono via.

### Granchio
(capitolo XXVII): Un grosso granchio «con una vociaccia di trombone infreddato» cerca di redarguire i ragazzi durante il combattimento dei libri sulla spiaggia, spiegando che nei combattimenti fra ragazzi può sempre accadere qualche disgrazia. Pinocchio ribatte: «Chétati, Granchio dell'uggia!… Faresti meglio a succiare due pasticche di lichene per guarire da codesta infreddatura di gola. Vai piuttosto a letto e cerca di sudare!»

### Eugenio
(capitolo XXVII): Uno dei compagni di scuola di Pinocchio. Durante la battaglia dei libri sulla spiaggia viene colpito senza volere in una tempia da un compagno con un pesante «Trattato di Aritmetica», e dopo aver detto: «O mamma mia, aiutatemi… perché muoio!» sviene sulla sabbia.
Nel capitolo XXIX un vecchietto racconta a Pinocchio che Eugenio si era ripreso ed era ritornato a casa.

### Due carabinieri
(capitolo XXVII): Arrestano Pinocchio che credono responsabile del ferimento di Eugenio, colpito da un libro di proprietà del burattino. Dopo aver affidato Eugenio ad alcuni pescatori, accompagnano Pinocchio verso il paese, probabilmente per portarlo in prigione, ma il burattino riesce a fuggire. Giudicando difficile raggiungerlo, gli aizzano contro un loro cane mastino «che aveva guadagnato il primo premio in tutte le corse dei cani».

### Alidoro
(cap XXVII): un cane mastino lanciato dai due carabinieri alla rincorsa di Pinocchio. Mentre sta per raggiungerlo, cade nel mare dove il burattino si era rifugiato, e rischia di annegare. Implora allora Pinocchio di aiutarlo e questi, mosso a compassione, lo salva dall'annegamento portandolo in spiaggia, dopo essersi fatto promettere che non l'avrebbe più inseguito. Alidoro ringrazia il burattino per avergli salvato la vita, e promette di contraccambiare il servizio quando capiterà l'occasione.
Poco dopo, infatti (capitolo XXIX), attirato dall'odor di frittura, capita nella grotta del pescatore verde e salva Pinocchio che sta per essere fritto in padella.
In Bambino Pinocchio si chiama Aridoldo,e nel film di Enzo D'Alo ha un ruolo maggiore.

### Pescatore verde
(capitolo XXVIII): «un pescatore così brutto, ma tanto brutto, che pareva un mostro marino. Invece di capelli aveva sulla testa un cespuglio foltissimo di erba verde; verde era la pelle del suo corpo, verdi gli occhi, verde la barba lunghissima, che gli scendeva fin quaggiù. Pareva un grosso ramarro ritto su i piedi di dietro.» trova in una sua rete da pesca Pinocchio che ci era cascato dentro. Lo prende dapprima per un granchio, ma alle rimostranze di Pinocchio che si dichiara un burattino, risponde di essere felice di mangiare un «pesce burattino» che non aveva mai assaggiato prima di allora: prende Pinocchio, lo infarina assieme agli altri pesci e sta per friggerlo in una padella. 
Nel (capitolo XXIX): arriva il cane mastino Alidoro attirato dall'odor di frittura e accortosi della presenza di Pinocchio lo salva prendendolo in bocca e fuggendo. Il pescatore verde si arrabbia e prova a rincorrere il cane mastino Alidoro, ma dopo aver fatto pochi passi, gli viene un nodo di tosse che dovette tornarsene indietro.

### Vecchietto
(capitolo XXIX): che si scalda al sole vicino a una capanna. Pinocchio gli domanda notizie di Eugenio, e il vecchietto risponde che il ragazzo si era ripreso dal colpo in fronte ed era già tornato a casa. Aggiunge che il colpevole era un certo Pinocchio: «un ragazzaccio, un vagabondo, un vero rompicollo», e chiede allo stesso burattino se lo conosce. Quando Pinocchio cerca di definirsi al contrario come «un gran buon figliuolo, pieno di voglia di studiare, ubbidiente, affezionato al suo babbo e alla sua famiglia» il naso gli si allunga per la bugia, e subito smentisce quanto aveva appena detto, riportando il naso alle dimensioni normali. Poi chiede al vecchietto un vestito per potere ritornare a casa, e questi gli regala un piccolo sacchetto dove teneva i lupini. Pinocchio ritaglia tre buchi dal sacchetto per poterci infilare la testa e le braccia, e se ne torna alla casa della Fata.

### Lumaca
(capitolo XXIX): «Una grossa lumaca, che aveva un lumicino acceso nel capo», al servizio nella casa della Fata, si affaccia all'ultimo piano (il quarto), quando il burattino bussa alla porta per entrare, e scende per potergli aprire. Dopo avere aspettato invano diverse ore - «ragazzo mio, io sono una lumaca, e le lumache non hanno mai fretta», e dopo che il battente della porta, continuamente usato da Pinocchio, diventa improvvisamente un'anguilla viva, il burattino stizzito tira una «solennissima pedata» nell'uscio, con il solo risultato di rimanervi incastrato col piede. Alla mattina (dopo nove ore) la lumaca arriva, e non potendo liberare il suo piede dall'uscio, porta a Pinocchio in un vassoio d'argento un pane, un pollo arrosto e quattro albicocche, mandate dalla Fata per levargli la fame. Il burattino però si accorge ben presto che il pane è di gesso, il pollo è di cartone e le albicocche di alabastro, e sviene per la fame o per la crudele lezione della Fata.
Nel capitolo XXXVI mentre Pinocchio sta andando a comprare dei vestiti, incontra la Lumaca, che lo informa che la sua padrona Fata, giace in un letto d'ospedale, povera e malata: Pinocchio le offre generosamente tutti i suoi quaranta soldi di rame e le raccomanda di correre subito da lei e di ritornare dopo due giorni per ricevere ancora qualche soldo che cercherà di guadagnare. «La Lumaca, contro il suo costume, cominciò a correre come una lucertola nei grandi solleoni d'agosto.»

### Lucignolo
(capitolo XXX): Il più svogliato e birichino compagno di scuola di Pinocchio. Il soprannome "Lucignolo" deriva dal «suo personalino asciutto, secco e allampanato, tale e quale come il lucignolo nuovo di un lumino da notte.» Pinocchio lo cerca per invitarlo a festeggiare la sua imminente trasformazione da burattino in un ragazzo in carne e ossa. Dopo averlo cercato invano a casa sua, alla fine lo trova nascosto sotto il portico di una casa di contadini. Qui Lucignolo confessa al burattino di aspettare la mezzanotte per essere portato nel più bel paese di questo mondo: il "Paese dei balocchi", dove «non vi sono scuole: lì non vi sono maestri: lì non vi sono libri. In quel paese benedetto non si studia mai. Il giovedì non si fa scuola: e ogni settimana è composta di sei giovedì e di una domenica. Figùrati che le vacanze dell'autunno cominciano col primo di gennaio e finiscono coll'ultimo di dicembre. Ecco un paese, come piace veramente a me! Ecco come dovrebbero essere tutti i paesi civili!…» Lucignolo chiede a Pinocchio di partire con lui; questi accetta dapprima di aspettare per salutare la partenza del suo amico, 
(capitolo XXXI): ma all'arrivo del carro che trasportava i ragazzi, dopo qualche titubanza si fa convincere a partire anch'egli per il Paese dei balocchi. 
(capitolo XXXII): Dopo cinque mesi di bagordi, però, improvvisamente i due amici si ritrovano trasformati in asini. 
(capitolo XXXIII): Lucignolo e Pinocchio trasformati in asini, vengono prima strigliati, e poi venduti nella piazza del mercato dall'Omino di burro. Mentre Pinocchio viene comprato da un Circo, Lucignolo finisce a un contadino a cui era morto il somaro il giorno precedente.
Nel capitolo XXXVI Pinocchio ritrova Lucignolo ormai morente «rifinito dalla fame e dal troppo lavoro» nella stalla dell'ortolano Giangio: fino a quel momento Lucignolo aveva lavorato duramente tirando su l'acqua da un pozzo. Dapprima Pinocchio non lo riconosce, ma avverte in quell'animale qualcosa di familiare: gli chiede in «dialetto asinino» il suo nome, e l'asino faticosamente risponde «Sono Lu…ci…gno…lo» e poi muore.

### Omino
(capitolo XXXI - generalmente chiamato Omino di burro o Il Cocchiere dai lettori del libro di Collodi): Il conduttore del carro trainato da ventiquattro ciuchini (asini), che trasporta i ragazzi al Paese dei balocchi. «Un omino più largo che lungo, tenero e untuoso come una palla di burro, con un visino di melarosa, una bocchina che rideva sempre e una voce sottile e carezzevole, come quella d'un gatto che si raccomanda al buon cuore della padrona di casa.» Porta Lucignolo e Pinocchio nel paese dei balocchi: offre a Pinocchio che non trova posto sul carro il suo posto a cassetta, ma Pinocchio rifiuta cortesemente il favore, salendo in groppa a un ciuchino che però lo getta subito per terra; l'Omino di burro con un paio di morsi che staccano le orecchie dell'asino lo convince ad accettare Pinocchio come cavaliere. Partito al galoppo il carro, seduto a cassetta canterella: «Tutti la notte dormono E io non dormo mai…»; all'osservazione di Pinocchio che vede lacrimare la sua cavalcatura («sapete che cosa c'è di nuovo? Questo ciuchino piange»), risponde: «Lascialo piangere: riderà quando sarà sposo».
Quando Lucignolo e Pinocchio si trasformano essi stessi in ciuchini, l'Omino (capitolo XXXIII) dopo averli strigliati per bene, li vende alla piazza del mercato. «E ora avete capito, miei piccoli lettori,» scrive il Collodi, «qual era il bel mestiere che faceva l'Omino? Questo brutto mostriciattolo, che aveva una fisionomia tutta latte e miele, andava di tanto in tanto con un carro a girare per il mondo: strada facendo raccoglieva con promesse e con moine tutti i ragazzi svogliati, che avevano a noia i libri e le scuole: e dopo averli caricati sul suo carro, li conduceva nel Paese dei Balocchi, perché passassero tutto il loro tempo in giochi, in chiassate e in divertimenti. Quando poi quei poveri ragazzi illusi, a furia di baloccarsi sempre e di non studiare mai, diventavano tanti ciuchini, allora tutto allegro e contento s'impadroniva di loro e li portava a vendere sulle fiere e sui mercati. E così in pochi anni aveva fatto fior di quattrini ed era diventato milionario.»

### Ciuchino
(capitolo XXXI): Un asino tra quelli che tiravano il carro che conduceva i ragazzi al Paese dei balocchi. Come tutti gli altri aveva alle zampe «degli stivali da uomo di vacchetta bianca.» Non trovando posto sul carro, Pinocchio cerca di salire sulla groppa di questo ciuchino posto a «manritto della prima pariglia», ma il ciuchino in questione, gradendo poco la cosa, lo fa cadere. L'Omino di burro lo convince ad accettare il burattino in groppa morsicandogli e staccandogli prima un'orecchia, poi l'altra. Durante il tragitto, Pinocchio sente una voce «sommessa e appena intelligibile», che gli dice: «Povero gonzo! Hai voluto fare a modo tuo, ma te ne pentirai!», e poco più tardi: «Tienlo a mente, grullerello! I ragazzi che smettono di studiare e voltano le spalle ai libri, alle scuole e ai maestri, per darsi interamente ai balocchi e ai divertimenti, non possono far altro che una fine disgraziata!… Io lo so per prova!… e te lo posso dire! Verrà un giorno che piangerai anche tu, come oggi piango io… ma allora sarà tardi!…». Dopo queste parole Pinocchio vede delle lacrime uscire dagli occhi del ciuchino, e domanda all'omino di burro il motivo di questa stranezza; questi risponde: «Lascialo piangere: riderà quando sarà sposo». Quando Pinocchio inoltre domanda se ha insegnato al ciuchino anche a parlare, l'Omino risponde: «No: ha imparato da sé a borbottare qualche parola, essendo stato tre anni in una compagnia di cani ammaestrati.»
In seguito si capirà che il ciuchino era in realtà un ragazzo trasformato in animale durante la vita spensierata nel Paese dei balocchi.

### Ragazzi del paese dei balocchi
(capitolo XXXI): Troviamo dapprima i ragazzi sul carro che li porta al Paese dei balocchi: «ragazzetti fra gli otto e i dodici anni, ammonticchiati gli uni sugli altri, come tante acciughe nella salamoia. Stavano male, stavano pigiati, non potevano quasi respirare: ma nessuno diceva ohi!, nessuno si lamentava. La consolazione di sapere che fra poche ore sarebbero giunti in un paese, dove non c'erano né libri, né scuole, né maestri, li rendeva così contenti e rassegnati, che non sentivano né i disagi, né gli strapazzi, né la fame, né la sete, né il sonno.» I ragazzi invitano e convincono Pinocchio a unirsi a loro. Arrivati nel Paese dei balocchi, Pinocchio vede una popolazione «tutta composta di ragazzi. I più vecchi avevano quattordici anni: i più giovani ne avevano otto appena. Nelle strade, un'allegria, un chiasso, uno strillìo da levar di cervello! Branchi di monelli dappertutto. chi giocava alle noci, chi alle piastrelle, chi alla palla, chi andava in velocipede, chi sopra un cavallino di legno; questi facevano a mosca-cieca, quegli altri si rincorrevano; altri, vestiti da pagliacci, mangiavano la stoppa accesa: chi recitava, chi cantava, chi faceva i salti mortali, chi si divertiva a camminare colle mani in terra e colle gambe in aria; chi mandava il cerchio, chi passeggiava vestito da generale coll'elmo di foglio e lo squadrone di cartapesta; chi rideva, chi urlava, chi chiamava, chi batteva le mani, chi fischiava, chi rifaceva il verso alla gallina quando ha fatto l'ovo». Pinocchio e Lucignolo «divengono amici di tutti».

## Il Paese dei Balocchi e il Circo

### Marmottina
(capitolo XXXII): Una marmotta che abita al piano superiore della casa dove alloggia Pinocchio, nel Paese dei balocchi, richiamata dalle urla disperate del burattino che ha appena scoperto di avere orecchie da somaro, scende al piano di sotto, tasta il polso a Pinocchio, e lo dichiara affetto da «febbre del somaro», pronosticandogli: «fra due o tre ore, tu diventerai un ciuchino vero e proprio, come quelli che tirano il carretto e che portano i cavoli e l'insalata al mercato», un destino inevitabile fra «quei ragazzi svogliati che, pigliando a noia i libri, le scuole e i maestri, passano le loro giornate in balocchi, in giochi e in divertimenti».

### Direttore
(capitolo XXXIII): Un «direttore di una compagnia di pagliacci e di saltatori di corda», compra nella piazza del mercato Pinocchio trasformato in somaro, allo scopo di farne un animale ammaestrato per il suo Circo. Lo conduce nella stalla dove frusta subito il burattino-ciuchino sulle gambe perché rifiuta di mangiare sia la paglia sia il fieno. Dopo tre mesi di esercizi durissimi, insegna a Pinocchio «a saltare i cerchi, a rompere col capo le botti di foglio e a ballare il valzer e la polca, stando ritto sulle gambe di dietro». Il giorno dell'esordio di Pinocchio nello spettacolo circense, il direttore lo presenta come «un celebre ciuchino, che ebbe già l'onore di ballare al cospetto di Sua Maestà l'Imperatore di tutte le Corti principali d'Europa», e continua così formulando un «discorso spropositato» pomposo e pieno di strafalcioni linguistici. Fa inginocchiare Pinocchio per salutare il pubblico, lo manda prima al passo, poi al trotto, al galoppo e alla carriera, e al colpo di una pistola lo fa stramazzare al suolo fingendo di essere ferito. Quando però cerca di fargli saltare un cerchio, Pinocchio, distratto per aver visto tra il pubblico la Fata, cade malamente e si frattura una zampa. Il giorno dopo, quando il veterinario dichiara che sarebbe rimasto zoppo tutta la vita, ordina a un garzone di stalla di portare il ciuchino azzoppato in piazza per venderlo.

### Veterinario
(capitolo XXXIII): Visita il ciuchino Pinocchio il giorno dopo l'incidente al Circo, e dichiara che sarebbe rimasto zoppo tutta la vita.

### Garzone di stalla
(capitolo XXXIII): Dipendente del Direttore del Circo, per ordine dello stesso Direttore vende in piazza il ciuchino Pinocchio a un compratore per venti soldi.

### Compratore
(capitolo XXXIII): un uomo compra il ciuchino Pinocchio per venti soldi dal garzone di stalla, allo scopo di fabbricare un tamburo con la sua pelle. Lo porta in uno scoglio sulla riva del mare e lo getta di sotto con un grosso macigno legato al collo, e con una fune legata a una zampa per poterlo ripescare una volta affogato. Dopo cinquanta minuti, convinto che il ciuchino sia affogato, tira la fune, ma rimane meravigliato quando vede apparire legato alla corda «un burattino vivo che scodinzolava come un'anguilla». Pinocchio racconta brevemente al compratore le sue ultime vicende, e di come, una volta gettato in mare, un banco di pesci lo abbia spolpato della carne del ciuchino che lo rivestiva riportandolo al suo aspetto naturale. Il compratore, seccato per la perdita dell'asino, intende riportare Pinocchio al mercato per venderlo come legna da ardere, ma il burattino con un salto si tuffa nel mare e si allontana.

## Nella pancia del Pesce-cane

### Pesce-cane
(capitolo XXXIV): Già presentato dal Delfino (capitolo XXIII) come «più grosso di un casamento di cinque piani, ed ha una boccaccia così larga e profonda, che ci passerebbe comodamente tutto il treno della strada ferrata colla macchina accesa», il Pesce-cane che infestava le acque vicine all'isola delle Api industriose, definito per le stragi che compiva e per la voracità «L'Attila dei pesci e dei pescatori», viene intravisto da Pinocchio mentre cerca di nuotare verso lo scoglio con la caprettina. Nonostante tutti gli sforzi per salvarsi, Pinocchio viene ingoiato dal Pesce-cane «con la bocca spalancata, come una voragine, e tre filari di zanne che avrebbero fatto paura anche a vederle dipinte». All'interno del mostro marino, dopo l'incontro con il Tonno (secondo il quale il corpo del Pesce-cane è «più lungo di un chilometro, senza contare la coda»), ritrova suo padre Geppetto, mangiato dal mostro «come un tortellino di Bologna» due anni prima, mentre si accingeva a varcare l'oceano tempestoso su una barchetta, per cercare Pinocchio (capitolo XXIII), e sopravvissuto fino a quel momento grazie al carico di un bastimento mercantile, inghiottito dal Pesce-cane durante la stessa tempesta. Pinocchio convince Geppetto a fuggire dal corpo del Pesce-cane approfittando del fatto che lo smisurato pesce soffriva di asma, ed era costretto a dormire a bocca aperta. Dopo un primo tentativo fallito, dove per uno starnuto del Pesce-cane i due vengono nuovamente scaraventati nello stomaco, alla fine Pinocchio e Geppetto riescono a uscire dalla bocca e ad allontanarsi a nuoto.

### Caprettina
(capitolo XXXIV, vedere Fata)

### Tonno
(capitolo XXXIV): Un tonno, «di una corporatura così grossa e robusta, da parere un vitello di due anni», inghiottito dal Pesce-cane insieme con Pinocchio, risponde alle invocazioni di aiuto del burattino invitandolo a rassegnarsi al loro destino: di essere digeriti. «Quando si nasce Tonni, c'è più dignità a morir sott'acqua che sott'olio!…», dice infatti il Tonno filosofo con «una vociaccia fessa di chitarra scordata». 
Quando Pinocchio e Geppetto riescono a fuggire dal Pesce-cane, però, il Tonno (capitolo XXXVI) riesce a seguirli nella fuga, e aiuta i due nuotatori esausti portandoli a riva seduti sulla sua groppa. Giunti a riva sani e salvi, Pinocchio lo ringrazia con un «affettuosissimo bacio sulla bocca».

## La capanna di paglia

### Giangio
(capitolo XXXII): Compra Lucignolo trasformato in asino avendo perso il ciuchino il giorno prima, ma il suo nome non viene rivelato fin al capitolo trentaseiesimo.
(capitolo XXXVI): Un ortolano, proprietario anche di una stalla. Il Grillo-parlante consiglia Pinocchio di rivolgersi a lui quando il burattino gli domanda dove poter trovare un bicchiere di latte per Geppetto. Giangio si accorda con Pinocchio compensandolo con un bicchiere di latte per ogni cento secchi d'acqua estratti da una cisterna per poter innaffiare gli orti. Giangio spiega che fino ad allora questo lavoro lo aveva svolto il suo ciuchino, ora in fin di vita. Quando Pinocchio gli chiede vedere il ciuchino, scopre che questo era in realtà il suo amico Lucignolo, che muore in quel momento. Se la ride quando Pinocchio piangente gli confessa che il ciuchino era un suo compagno di scuola: «Come?! avevi dei somari per compagni di scuola!… Figuriamoci i belli studi che devi aver fatto!…». Per altri cinque mesi Pinocchio con gran fatica cava l'acqua per l'orto di Giangio, ricevendo come compenso ogni giorno un bicchiere di latte per Geppetto.